# 布雷斯蓝纹奶酪
布雷斯蓝纹奶酪（法語： 或 ）產自法國的布雷斯地区，是桑戈隆（Saingorlon）的仿製品，於1950年在法國發明。布雷斯蓝纹奶酪外形大小不一，外殼表面很光滑，顏色由白色到淡藍色之間，芝士肉則是淡奶黃色，表面上有一塊塊青色或藍色的班。布雷斯蓝纹奶酪味道像牛奶的香味及蘑菇的風味。